# Bataille de Real del Rosario
Guerre d'indépendance du Mexique
La Bataille de Real del Rosario est une action militaire de la guerre d'indépendance du Mexique qui eut lieu le 18 décembre 1810 à Real del Rosario, Sinaloa. Les insurgés commandés par le général José María González Hermosillo (es) y vainquirent les forces royalistes du colonel Pedro Villaescusa. Le général Hermosillo fit prisonnier le colonel Villaescusa et s'empara de six pièces d'artillerie. González Hermosillo autorisa Pedro Villaescusa à se retirer du champ en échange d'une renonciation à reprendre les armes. Villaescusa signa la reddition de ses troupes et partit vers San Ignacio Piaxtla où, loin de respecter l'accord, il commença à se préparer pour affronter de nouveau les insurgés.

## Sources
- Carlos María de Bustamente, Cuadro histórico de la revolución mexicana, comenzada en 15 de septiembre de 1810 por el ciudadano Miguel Hidalgo y Costilla, Cura del pueblo de los Dolores, Mexico, JM Lara edición, 1846.